# Gasthausstraße 33 (Mönchengladbach)

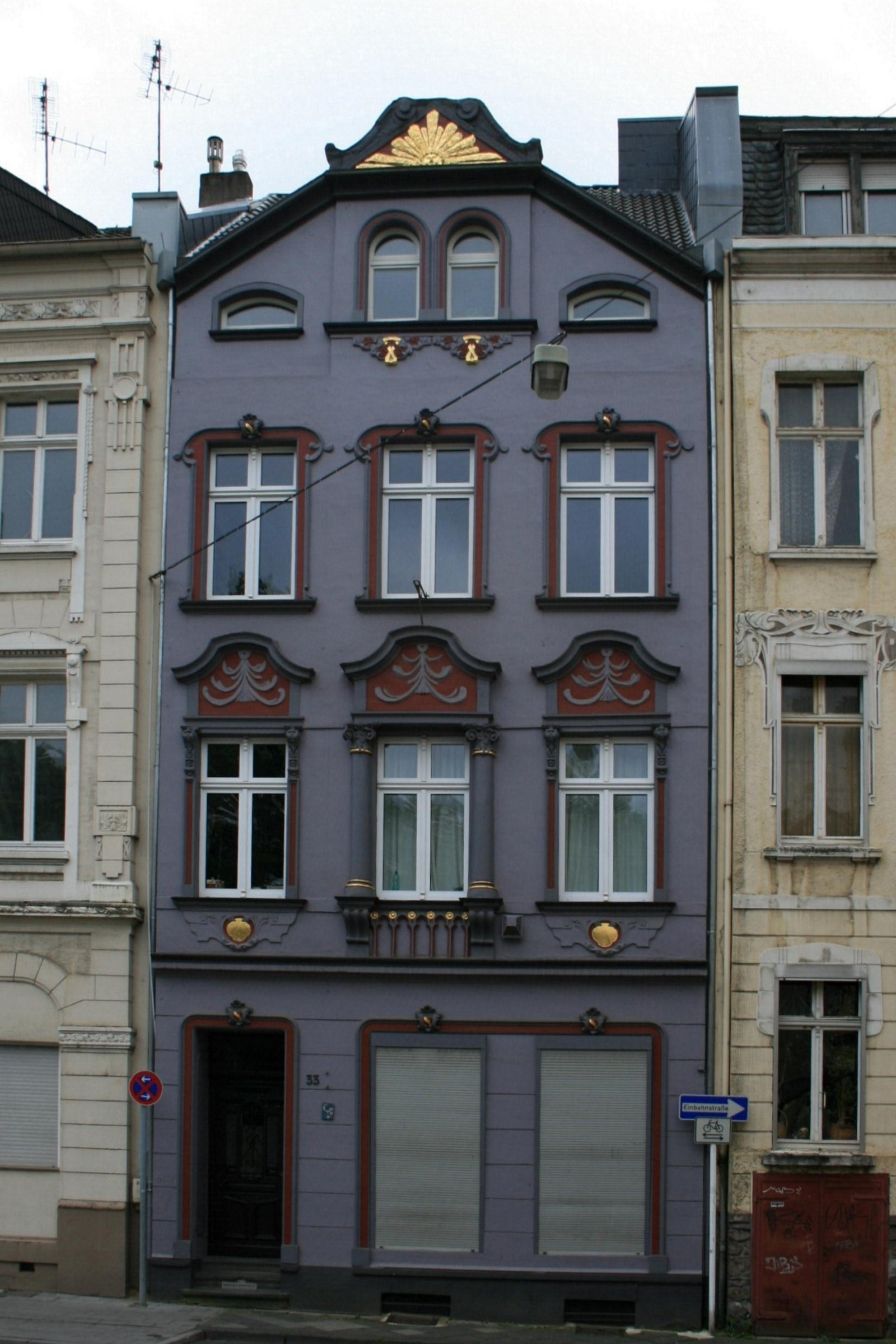
Wohnhaus (2010)

Das Wohnhaus Gasthausstraße 33 steht in Mönchengladbach (Nordrhein-Westfalen) im Stadtteil Gladbach.
Das Gebäude wurde Anfang des 20. Jahrhunderts erbaut. Es ist unter Nr. G 006 am 4. Dezember 1984 in die Denkmalliste der Stadt Mönchengladbach eingetragen worden.

## Architektur
Städtebauliche Lage unmittelbar am Ring der historischen Stadtmauer sowie innerhalb einer intakten Baugruppe der Häuser Nr. 27, 31, 33, 35, 37, 39.
Das Objekt ist ein dreigeschossiges Drei-Fenster-Wohngebäude mit Satteldach und über die gesamte Fassade reichenden Ziergiebel.